# Daniel Mráz
Pour les articles homonymes, voir Mráz.
Daniel Mráz, né le 22 mars 2004, est un coureur cycliste tchèque.

## Biographie
Daniel Mráz est formé au sein de la Mapei Merida Kaňkovský, une structure basée à Olomouc, et qui développe de jeunes cyclistes tchèques. Chez les juniors (moins de 19 ans), il est sélectionné à plusieurs reprises en équipe nationale. Il intègre ensuite la structure continentale Elkov-Kasper en 2023. Avec cette formation, il devient champion de Tchéquie sur route dans la catégorie des espoirs (moins de 23 ans),. 
Au printemps 2024, il s'impose sur la course en ligne des championnats du monde universitaire. Il participe également à l'Orlen Nations Grand Prix, où il se classe dixième d'une étape.

## Palmarès et résultats

### Palmarès par année
- 2021
  - 4e étape de l'Orlicka Lanškroun Juniors
- 2023
  -  Champion de Tchéquie sur route espoirs
- 2024
  -  Médaillé d'or de la course en ligne aux championnats du monde universitaire
  - 2e du championnat de Tchéquie sur route espoirs

### Classements mondiaux
| Année                                 | 2023  | 2024  |
| ------------------------------------- | ----- | ----- |
| Classement mondial                    | 1130e | 1423e |
| UCI Europe Tour                       | 773e  | nc    |
|                                       |       |       |
| Légende : nc = non classéSource : UCI |       |       |